# Enallopsammia profunda
Enallopsammia profunda är en korallart som först beskrevs av Pourtalès 1867.  Enallopsammia profunda ingår i släktet Enallopsammia och familjen Dendrophylliidae. Inga underarter finns listade i Catalogue of Life.